# Elisabeth Leonskaja

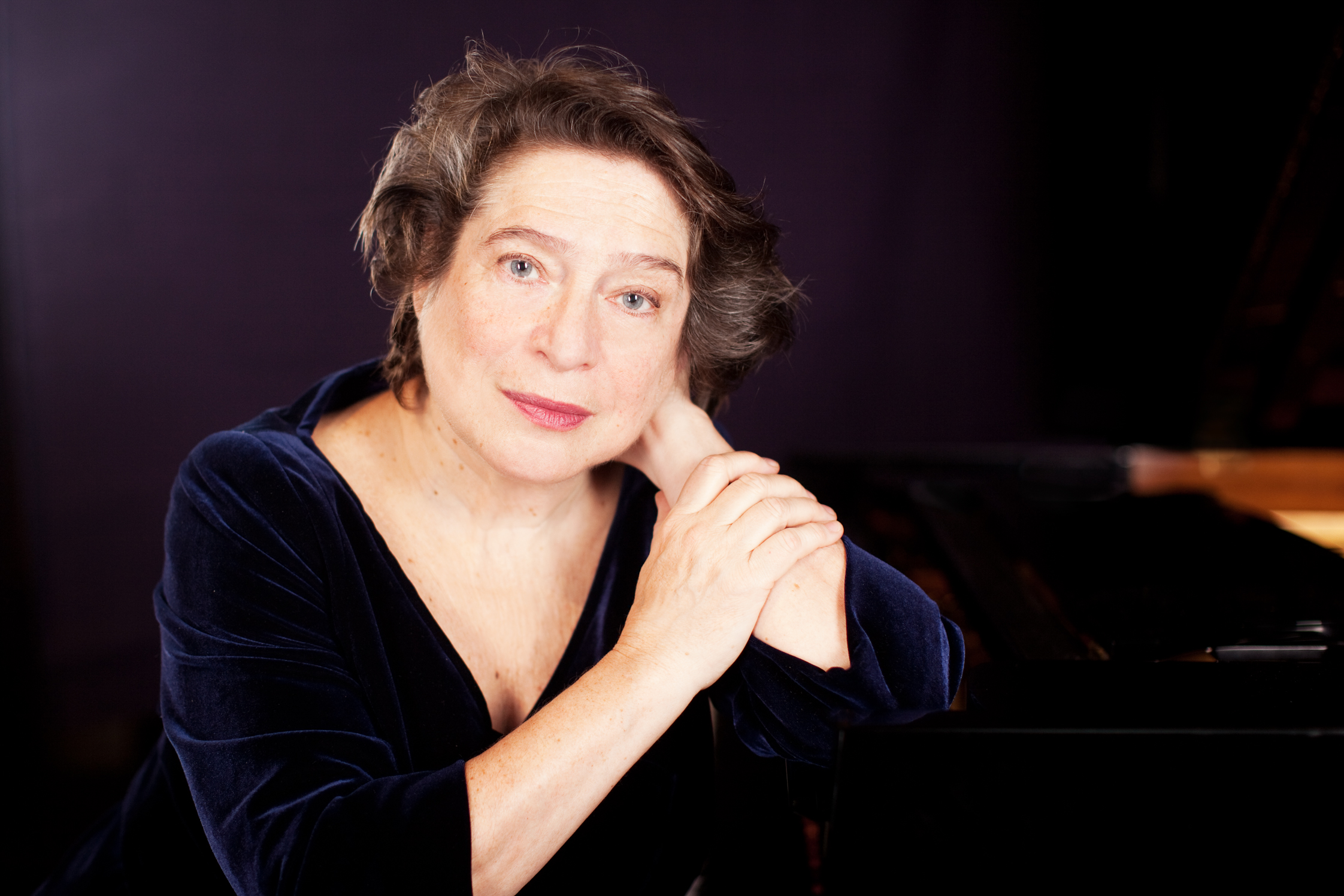
Elisabeth Leonskaja

Elisabeth Leonskaja (ryska: Елизавета Леонская); född 23 november 1945, är en rysk pianist och pianolärare. Leonskaja föddes i Tbilisi, nuvarande Georgien (dåvarande huvudstad i Georgiska SSR). Hon lämnade Sovjetunionen 1978 och har sedan dess bott i Wien. 

## Uppväxt och studier
Uppväxt i en rysk familj, började Leonskaja i tidig ålder intressera sig för klassisk musik. Första uppträdandet med orkester gjorde hon vid 11 års ålder, och som solopianist när hon var 13. 1964 påbörjade hon studier på den berömda musikhögskolan Moskvakonservatoriet i Moskva. Under sin studietid vann Leonskaja priser vid en rad prestigefyllda tävlingar, däribland Drottning Elisabeths Musiktävling samt Long-Thibaud-Crespintävlingen.

## Musikkarriär
Leonskaja räknas till de ledande internationella pianisterna, och framträder med jämna mellanrum på några av de mest ansedda konserthallarna. Till berömda dirigenter Leonskaja arbetat med kan räknas Kurt Masur, Cristoph Eschenbach, Kurt Sanderling, Mariss Jansons m.fl.
En nämnvärd inspelning av henne är Edvard Griegs transkription av Mozarts pianosonater K. 545 och K. 533. Denna inspelning gjorde hon tillsammans med Svjatoslav Richter, med vilken hon utvecklat en god vänskap och samarbetat mycket.

## Framstående studenter
- Markus Hinterhäuser
- Caspar Frantz
- Anika Vavic